# Métro de Fortaleza
Le métro de Fortaleza est un métro situé à Fortaleza, dans l'État du Ceará, au Brésil. Il résulte de la transformation de lignes de banlieue, personnes et marchandises, en lignes de métro. L'écartement métrique est conservé mais les lignes seront électrifiées et à double voies. Le métro est exploité par Metrofor. Actuellement[Quand ?] le réseau métro ne comporte qu'une seule ligne.

## Historique
La linha de banlieue Sul (ligne sud) fonctionnait avec des locomotives GE U10 Diesel-électrique, exploitée par la CBTU.
Un premier projet de transformation de deux lignes de train de banlieue en lignes de métro (43 km) est annoncé en 1993 avec une possibilité de financement japonais. Metrofor, société publique chargée de la construction et de l'exploitation, est créée en mai 1997 et reçoit les lignes à transformer. Des travaux ont été réalisés en 1996 et 1997 et ont bénéficié d'un financement Banque Mondiale via un don du gouvernement japonais. La Banque mondiale suivra par la suite ce projet.
En août 1998 est lancé un appel d'offres qui restera infructueux car les montants annoncés sont largement supérieurs aux possibilités financières de la ville et du pays. En décembre 1998, Alstom annonce un contrat clé-en-main, dans le cadre d'un consortium, pour la fourniture 10 rames de quatre véhicules avec signalisation pour la ligne 1. Un prêt de la JBIC, couvrant les 2/3 du coût d'un projet estimé à US$326 millions, permet de lancer un projet qui doit être achevée en 2001.
Initialement la linha Sul (ligne sud) devait être transformée en métro en 2002 mais, du fait de difficultés financières, son inauguration n'a eu lieu pour un service d'essai partiel, de Parangaba à Carlito Benevides (anciennement Vila das Flores), 12 stations, que le 15 juin 2012.
Chronologie détaillée ligne sud :
- Janvier 1999 : liaison en voie simple pour détournement du trafic marchandise[6]
- Août 1999 : début des travaux du tunnel[5]
- 2002  : début du gros-œuvre
- 2003  : travaux arrêtés en raison de non-libération des fonds de l'Union, et de ce fait du prêt japonais[7]
- 2004  : les travaux reprennent à un rythme lent
- 2008 : les travaux sont subventionnés par le gouvernement fédéral via la BNDES[8] dans le cadre du "Programme d'accélération de la croissance" (PAC 2007-2010)[9]
- Juin 2011 : début des essais et tests[10]

Le service fut assuré avec trois stations de plus jusqu'à Benfica en septembre 2012.
Un service commercial (de 6 h30 à 19h00) avec trois stations de plus jusqu'à la station Estação Central-Chico da Silva a finalement été lancé le 1er octobre 2014.
Deux stations supplémentaires furent ajoutées sur la ligne, Juscelino Kubitschek en mai 2017 et Padre Cícero en décembre 2019.
Les récurrentes difficultés financières, en partie basées sur une sous-estimation des coûts de la transformation, furent une des causes majeures du retard. Certains industriels dont Alstom se désengagèrent du projet.

## La ligne de métro
La ligne sud de 24,1 km et 20 stations a été détournée vers le centre-ville via un tunnel de 3,9 km. Le tracé comporte en outre 2,2 km en aérien et 18 km en surface. Les stations sont avec des plates-formes de 110 m de long.

## Matériel roulant

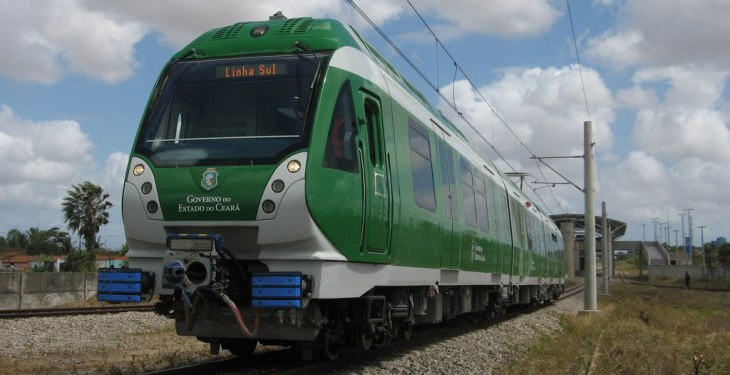
Rames ETR.200 du métro de Fortaleza au Brésil

L'énergie de traction des véhicules est à la norme des trains, 3 000 volts CC par alimentation électrique aérienne.
Cette énergie est fournie via trois sous-stations électriques.
AnsaldoBreda obtiendra le contrat de matériel roulant en juillet 2009 : 20 rames climatisées de 3 caisses ETR.200 Metrostar, d'une capacité de 445 passagers. Les rames ont été construites en Italie et transportées par bateau. La première des 20 rames commandées a été mise en service le 16 juin 2012, la dernière en 2013.
Les trains roulent à une vitesse moyenne de 60 km/h, atteignant 70 km/h (vitesse maximale) lors de l'accélération entre les stations.

## Exploitation et fréquentation
La ligne Sud fonctionne actuellement du lundi au samedi, de 5h30 à 23h00, et le temps d'attente dans les gares est de 17 minutes.
La flotte se compose de 10 trains électriques qui circulent groupés par paires, totalisant cinq trains, chacun d'une capacité de transport de 890 personnes.
Chaque jour ouvrable, environ 34 000 personnes utilisent ce système.
Les tarifs sont de 3,60 R $ (entier) et 1,80 R $ (moitié).

## Projets de développement

Plan du métro incluant les lignes en projet

Le réseau comprendra à terme cinq lignes avec  la réalisation de :
- viaducs routiers et ferroviaires, ponts et passages inférieurs, passerelles de piétons  ;
- centre administratif, centre de contrôle, centre de manutention.

### Aperçu général
| Ligne      | Terminus                                         | Ouverture | Distance (km) | Stations | Durée (min) | Fonctionnement                   |  |
| ---------- | ------------------------------------------------ | --------- | ------------- | -------- | ----------- | -------------------------------- |  |
| Sud        | Central – Xico da Silva ↔ Carlito Benevides      | 2012      | 24,1          | 20       | 33          | Métro en service                 |  |
| Ouest      | Caucaia ↔ Central – Xico da Silva                | 2014      | 19,5          | 15       | ---         | Train urbain en conversion métro |  |
| Est        | Central – Xico da Silva ↔ Fórum Clóvis Beviláqua | —         | 13            | 13       | ---         | En construction                  |  |
| Maranguape | Jereissati ↔ Maranguape                          | —         | 7,2           | 2        | ---         | À l'étude                        |  |
| Mucuripe   | Parangaba ↔ Mucuripe                             | 2017      | 16            | 6        | ---         | Tramway diesel                   |  |

### La ligne Ouest
La ligne Ouest, à terme 19,5 km et 15 stations, mise en service en 2014 avec 10 stations, est exploitée comme ligne de train de banlieue. Elle commence à Caucaia et se termine actuellement à Estação Central-Chico da Silva. Elle fonctionne actuellement avec des fréquences de train de 45 minutes. Environ 7 900 personnes sont transportées par jour.
Le matériel roulant ayant été utilisé sur la ligne sud est en cours de révision pour transfert vers la ligne ouest qui sera également à double voie pour permettre un intervalle de 20 minutes. Dans un second temps, elle sera électrifiée et reconvertie en ligne de métro.

### Ligne Est
La linha Leste (Line Est) a été annoncée en février 2012 :  13 km principalement sous terre. L'étape 1 est en construction du Tirol à Papicu (7,3 km, 5 stations) et devrait être livrée en juin 2023.

### Ligne Mucuripe
La ligne Parangaba - Mucuripe est actuellement une ligne de surface exploitée avec des véhicules diesel. Un service limité entre Parangaba et Borges de Melo a commencé le 24 juillet 2017, étendu à Papicu le 6 juillet 2018 et à Iate le 16 septembre 2020. Le projet est d'en faire une ligne de tramway.

## Galerie de photos

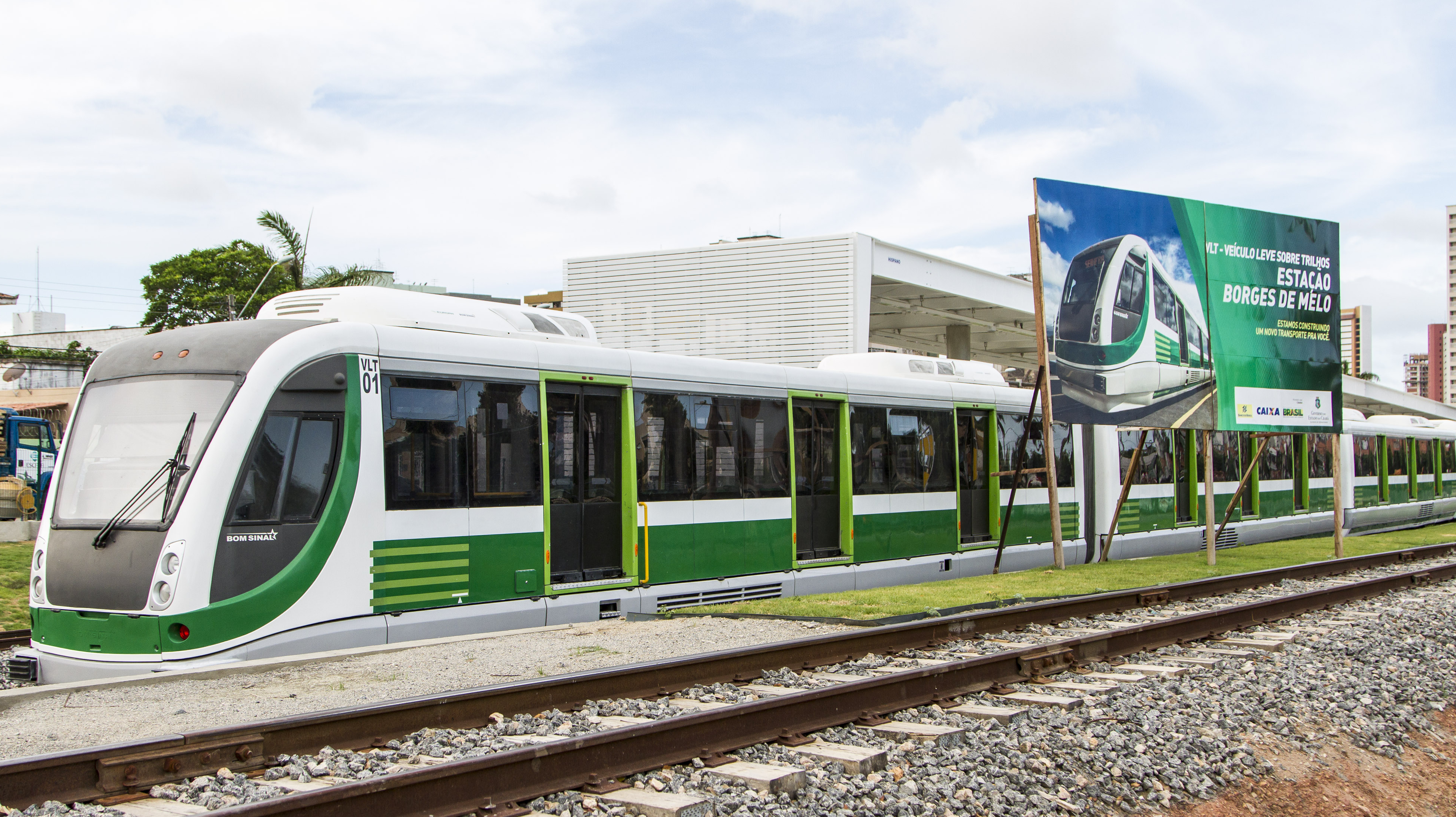
Rame du métro de Fortaleza
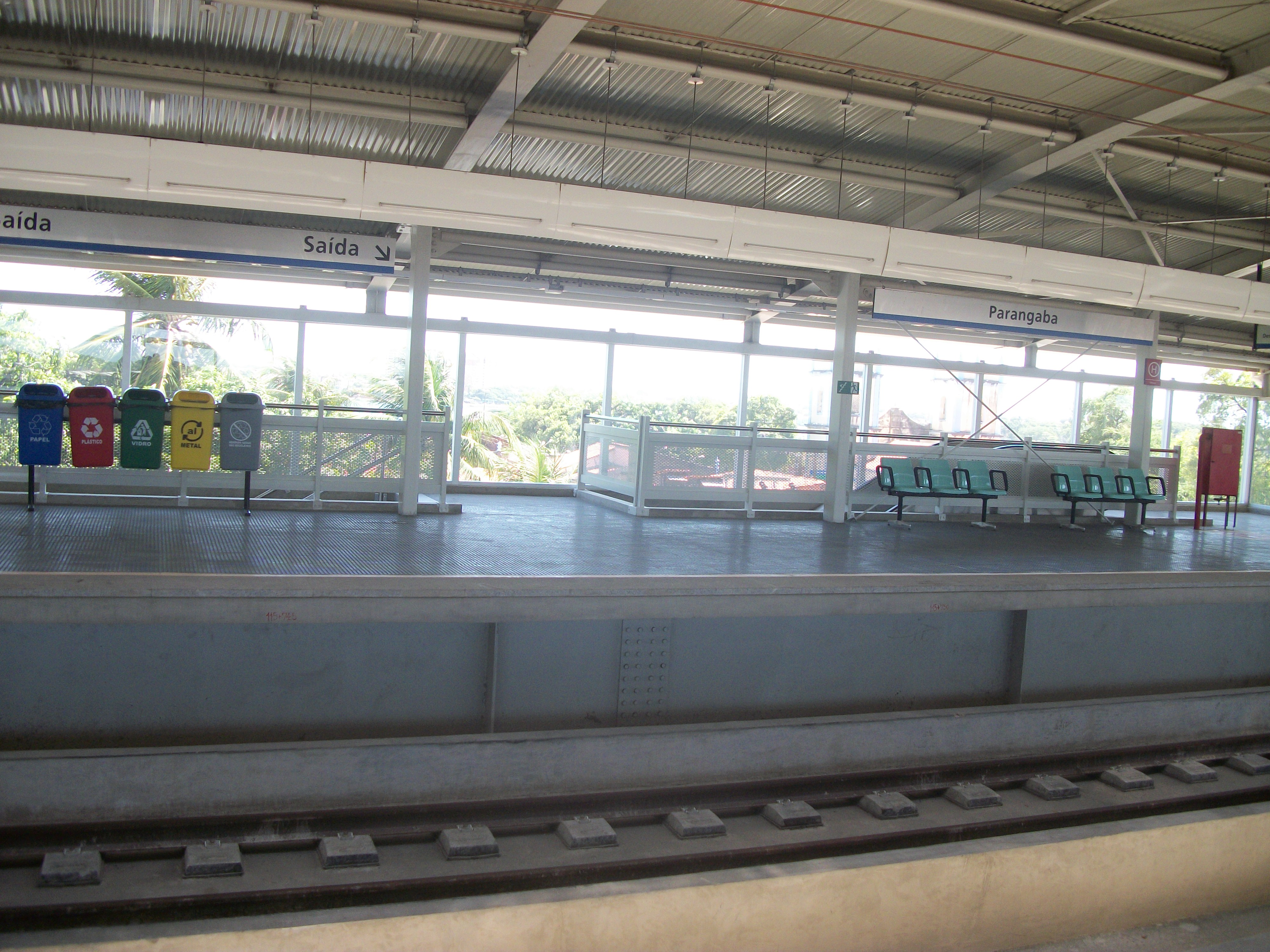
Station Parangaba
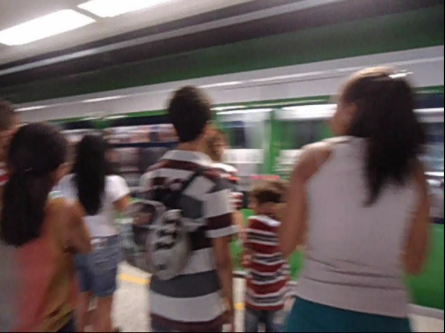
Train arrivant à la station São Benedito
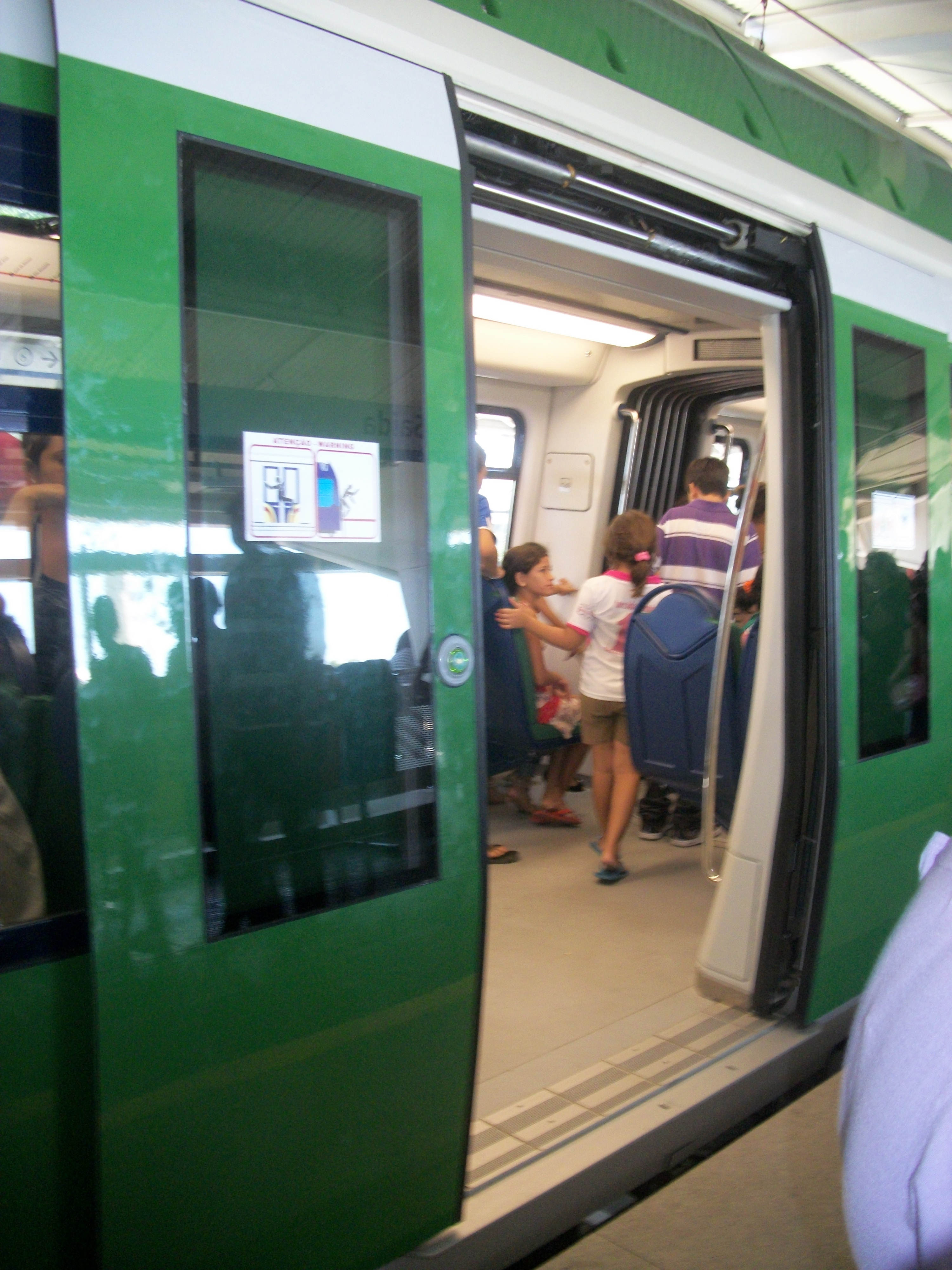
Train de la ligne Sud